# Franz Etzel
Franz Etzel (ur. 12 sierpnia 1902 w Wesel, zm. 9 maja 1970 w Wittlaer, część Düsseldorfu) – niemiecki polityk i prawnik, deputowany, w latach 1952–1957 wiceprzewodniczący Wysokiej Władzy Europejskiej Wspólnoty Węgla i Stali, w latach 1957–1961 minister finansów.

## Życiorys
W młodości ze względów finansowych pracował jako górnik i nauczyciel. W 1922 ukończył szkołę średnią w Oberhausen, następnie studiował ekonomię i prawo na uczelniach we Frankfurcie, Münster i Monachium. W 1925 zdał państwowe egzaminy prawnicze pierwszego, a w 1930 – drugiego stopnia. Od 1930 praktykował jako adwokat i notariusz w Duisburgu, reprezentując duże przedsiębiorstwa górnicze. Przed 1927 należał do Niemieckiej Socjaldemokratycznej Partii Robotniczej, a w latach 30. do Niemieckiej Narodowej Partii Ludowej. Od 1931 do 1933 kierował młodzieżówką DNVP w Nadrenii. Pomiędzy 1939 a 1945 uczestniczył w II wojnie światowej w stopniu oficera piechoty na różnych frontach, przez pewien czas znajdował się w niewoli.
W 1945 został założycielem i liderem struktur Unii Chrześcijańsko-Demokratycznej w Duisburgu, od 1947 kierował komitetem ekonomicznym CDU w brytyjskiej strefie okupacyjnej, a od 1950 federalnym komitetem ekonomicznym partii. W kadencji 1949–1953 po raz pierwszy zasiadał w Bundestagu. Pomiędzy 10 sierpnia 1952 a 28 października 1957 pozostawał pierwszym wiceprzewodniczącym Wysokiej Władzy Europejskiej Wspólnoty Węgla i Stali, odpowiedzialnym za rynki, porozumienia handlowe i transport (1952–1955) oraz stosunki zewnętrzne (1955–1957). W 1957 i 1961 ponownie wybierany do Bundestagu. Od 29 października 1957 do 14 listopada 1961 pełnił funkcję ministra finansów w trzecim rządzie Konrada Adenauera, przeprowadzając w tym okresie dużą reformę systemu podatkowego. Był wymieniany jako kandydat na następcę Adenauera w przypadku jego rezygnacji. Po 1965 zasiadał we władzach jednego z banków, a także w zarządach innych spółek.
Był ewangelikiem. Miał troje dzieci. Autor licznych publikacji książkowych.

## Odznaczenia i wyróżnienia
W 1966 otrzymał doktorat honoris causa Uniwersytetu Technicznego w Berlinie. Jego imieniem nazwano plac w mieście Wesel.